# Okruglica (Vareš)
Pour les articles homonymes, voir Okruglica.
Okruglica (en serbe cyrillique : Округлица) est un village de Bosnie-Herzégovine. Il est situé dans la municipalité de Vareš, dans le canton de Zenica-Doboj et dans la fédération de Bosnie-et-Herzégovine. Selon les premiers résultats du recensement bosnien de 2013, il ne compte plus aucun habitant.

## Géographie
Le village est situé à la confluence de la rivière Blaža et du Kunosićki potok.

## Démographie

### Évolution historique de la population dans la localité
| 1948 | 1953 | 1961 | 1971 | 1981 | 1991 | 2013 |
| ---- | ---- | ---- | ---- | ---- | ---- | ---- |
| -    | -    | 79   | 77   | 59   | 43   | 0    |

|  |

### Communauté locale
En 1991, la communauté locale d'Okruglica comptait 523 habitants, répartis de la manière suivante :